# Мамишева Тетяна Григорівна
Тетяна Григорівна Мамишева (1910 — ?) — українська радянська діячка, старший викладач кафедри фізики Житомирського педагогічного інституту. Депутат Верховної Ради УРСР 3-го скликання.

## Життєпис
Народилася у родині лікаря. У 1928 році закінчила середню школу. Потім закінчила Житомирський інститут народної освіти.
Трудову діяльність розпочала вчителькою фізики школи фабрично-заводського навчання при Токарівському фарфоровому заводі Баранівського району на Житомирщині.
У 1939—1941 роках — вчителька фізики старших класів Житомирської середньої школи № 5 Житомирської області.
Під час німецько-радянської війни у 1941 році була евакуйована в Узбецьку РСР, де працювала директором школи для евакуйованих дітей у місті Ташкенті.
З 1944 року — асистент кафедри фізики Житомирського сільськогосподарського інституту; старший викладач кафедри фізики фізико-математичного факультету Житомирського педагогічного інституту Житомирської області.